# Vert de Hooker
Le vert de Hooker est un nom commercial de couleur pour artistes, surtout utilisé pour l'aquarelle. C'est un vert un peu terne, à l'origine un mélange de bleu de Prusse et de gomme-gutte, deux pigments aujourd'hui généralement remplacés.
Les nuanciers de marchands de couleur donnent 645 vert de Hooker F, 809 vert de Hooker, 311 vert de Hooker.
Le vert de Hooker est une invention de l'illustrateur botaniste William Hooker, qui voulait, au début du XIXe siècle, une nuance de vert sombre pour peindre les feuilles des nombreuses plantes qu'il avait à représenter. L'aquarelliste John Sell Cotman popularisa sa recette, et les marchands de couleur la vendirent. Cependant, le bleu de Prusse et la gomme-gute manquent également de permanence ; avant la fin du siècle, une nuance semblable et vendue sous le même nom était fabriquée avec des pigments organiques, mais le vert naphtol, qui a servi également, n'est pas plus solide. Aujourd'hui, les verts de Hooker sont généralement constitués de mélanges de pigments organiques.